# Jill Tokuda
Jill Naomi Tokuda (Kaneohe, 3 marzo 1976) è una politica statunitense, membro della Camera dei Rappresentanti per lo stato delle Hawaii dal 2023.

## Biografia
Nata a Kaneohe in una famiglia nippo-americana da quattro generazioni, Jill Tokuda studiò relazioni internazionali presso l'Università George Washington.
Entrata in politica con il Partito Democratico, nel 2006 si candidò al Senato delle Hawaii, la camera alta della legislatura statale, riuscendo ad essere eletta. Venne riconfermata per altri due mandati nel 2010 e nel 2014.
Nel 2018 annunciò la propria intenzione di non ripresentarsi per un ulteriore mandato, candidandosi invece alla carica di vicegovernatore delle Hawaii. Si classificò seconda nelle primarie democratiche, venendo sconfitta da Josh Green con un margine di scarto di poco meno di tre punti percentuali.
Durante la pandemia di COVID-19, Jill Tokuda fu consigliera della Hawaii Data Collaborative, occupandosi di monitorare i progressi nella spesa federale. Nel 2019 venne nominata direttore esecutivo del Nisei Veterans Memorial Center di Maui.
Nel 2022, quando il deputato in carica da un solo mandato Kai Kahele lasciò la Camera dei Rappresentanti per candidarsi infruttuosamente alla carica di governatore delle Hawaii, Jill Tokuda si presentò come candidata per il suo seggio. Risultò eletta deputata con oltre il 62% delle preferenze.